# تيبرو
تيبرو (بالسويدية: Tibro) هي بلدة سويدية ومركز بلدية تيبرو، تقع في مقاطعة فسترا غوتلاند في مملكة السويد، بلغ عدد السكان 8,018 نسمة في عام 2010. تشتهر تيبرو بانتاج الأثاث.

## أعلام
- أولف يوهانسون
- روبن سودرلينغ
- أنجليكا فالين